# Podgórne (leśniczówka)
Podgórne – dawna leśniczówka w Polsce położona w województwie podlaskim, w powiecie kolneńskim, w gminie Turośl.

## Historia
W latach 1921–1939 leśniczówka leżała w województwie białostockim, w powiecie kolneńskim (od 1932 w powiecie ostrołęckim), w gminie Turośl.
Według Powszechnego Spisu Ludności z 1921 roku leśniczówkę zamieszkiwało 10 osób w 1 budynku mieszkalnym. Miejscowość należała do parafii rzymskokatolickiej w m. Leman. Podlegała pod Sąd Grodzki w Kolnie i Okręgowy w Łomży; właściwy urząd pocztowy mieścił się w m. Kolno.
W wyniku agresji Niemiec we wrześniu 1939, miejscowość znalazła się pod okupacją i do stycznia 1945 była przyłączona do III Rzeszy i znalazła się w strukturach Landkreis Scharfenwiese (ostrołęcki) w rejencji ciechanowskiej (Regierungsbezirk Zichenau) Prus Wschodnich.